# Bregenz
Bregenz város Ausztriában, Vorarlberg tartomány fővárosa.

## Fekvése

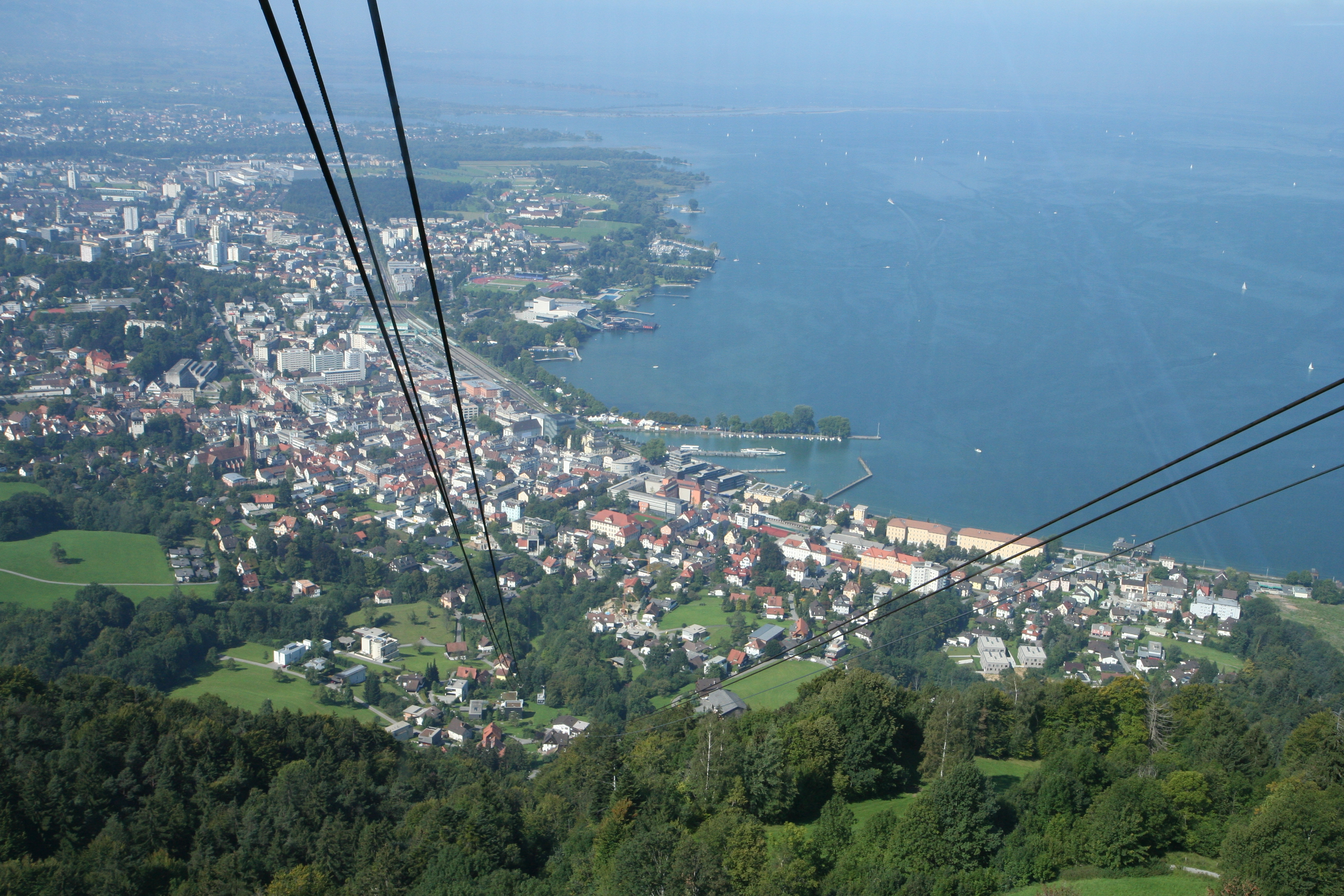
Bregenz

427 m tengerszint feletti magasságban, a Boden-tó partján, Ausztria, Liechtenstein, Németország és Svájc négyeshatáránál fekszik.

## Éghajlata
A Boden-tó hatásának következtében éghajlata enyhe, az átlaghőmérséklet itt télen és nyáron is 2-6 °C-kal magasabb mint a környező hegyekben. A meleg nyárnak köszönhetően a tó vize a városnál akár a 26 °C-ot is elérheti.

## Története
Időszámításunk előtt 400 körül egy kelta törzs vándorol a vidékre, székhelyüket Brigantionnak nevezik. Időszámításunk előtt 15-ben a rómaiak Tiberius vezetésével elfoglalják a környéket, a várakat lerombolják, majd saját települést alapítanak Brigantium néven.
260-ban az alemannok elfoglalják és feldúlják Brigantiumot és a vidéket is. 610-12-ben ír-skót szerzetesek (Kolumban és Gallus) érkeznek, hogy az alemannokat és a rómaiakat keresztény hitre térítsék.
802. május 15-én említik először egy oklevélben Bregenz várát, amely egyúttal a tartomány legrégebbi írásos emléke is.
949 és 995 között él Szent Gebhard, Konstanz későbbi püspöke, Ulrich von Bregenz gróf fia. A 11. század végén a grófok építik fel Bregenz várát a Gebhard-hegyen, majd ők alapítják Mehrerau bencés kolostorát is.

1170 körül alapítják a középkori települést, amelyet azután városként oklevélben 1260-ban említenek első alkalommal. A várost a 15. század folyamán két részre osztják, amelyek 1451-ben, illetve 1523-ban a Habsburgok kezébe kerülnek.
1529-ben kapja a város I. Ferdinánd királytól a bregenzi grófok hermelines címerét, 1540-ben képviseli először székhelyként (Feldkirch mellett) a vorarlbergi rendeket. A 17. században több alkalommal is pestisjárvány pusztít a városban számos áldozatot követelve. Ez idő tájt alapítják a kapucinusok kolostorát, hozzák létre a gabonapiacot és kezdik építeni a mostani városházát is – megkezdődik Bregenz fellendülése.

A 18. század végén az innsbrucki kormány fennhatósága alá vonják, Bregenzbe kerül a tartományi közigazgatás központja. 1796-ban rövid időre francia csapatok szállják meg, amit 1800-ban egy újabb, féléves megszállás követ. Ezután Vorarlberg 1806-tól 1814-ig bajor fennhatóság alá kerül. 1814-ben a Párizsban aláírt szerződés alapján Bajorország lemond Ausztria javára Vorarlbergről.
A 19. században megnyílik az első kávéház, az első fürdők a Boden-tónál,  majd 1860-ban Vorarlberg önálló tartománnyá válik saját közigazgatással, melynek székhelye Bregenz. Ugyanakkor a tartomány az innsbrucki helytartósághoz tartozik. A század második felében óriási fejlődés veszi kezdetét: megnyitják az első vasútvonalakat, kiépítik a tóparti fürdőhelyeket, megindul az iparosodás és a tavon a gőzhajózás, üzembe helyezik az első telegráfot és 1884-ben befejeződnek az Arlberg-alagút építési munkálatai is.
Az első világháborút követően 1918 és 1921 között többször is tervek merülnek fel Ausztria Németországhoz csatolására, de a párizsi békeszerződés megtiltja az ország függetlenségének feladását. Ugyanakkor 1919-ben Vorarlbergben egy népszavazáson a lakosság 80%-a támogatja, hogy kezdeményezzenek csatlakozási tárgyalásokat Svájccal. 1922-ben az ország a Népszövetség előtt ismételten megerősíti, hogy a békeszerződésnek megfelelően kitart a függetlensége mellett.
A második világháború idején náci megszállás alá kerül, 1945. május 1-jén szabadítják fel a szövetséges haderő francia csapatai. A háború után megkezdődik az újjáépítés, az államszerződés aláírását követően pedig Bregenz lesz Vorarlberg tartomány székhelye.

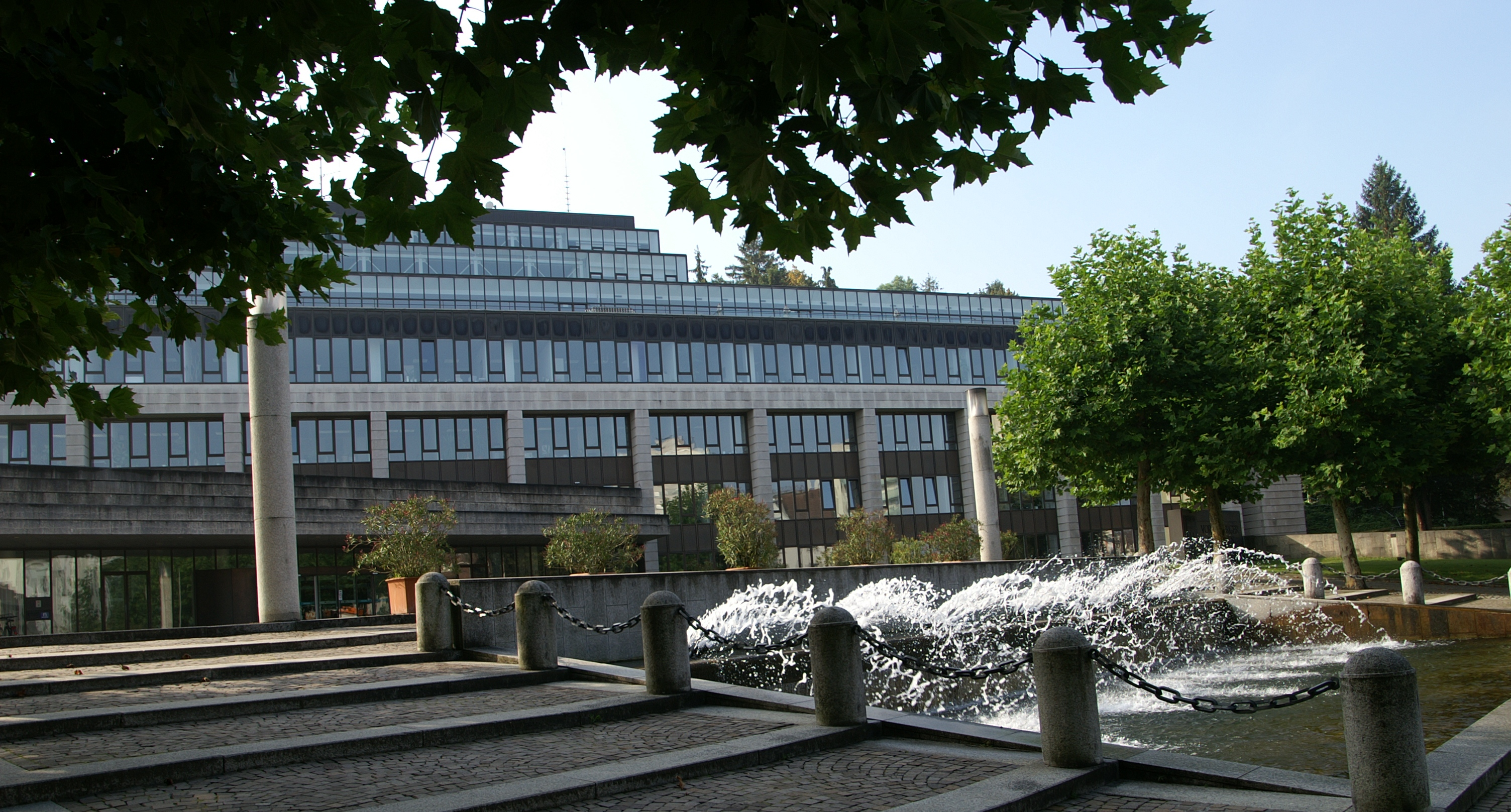
Vorarlberg tartományi parlamentje

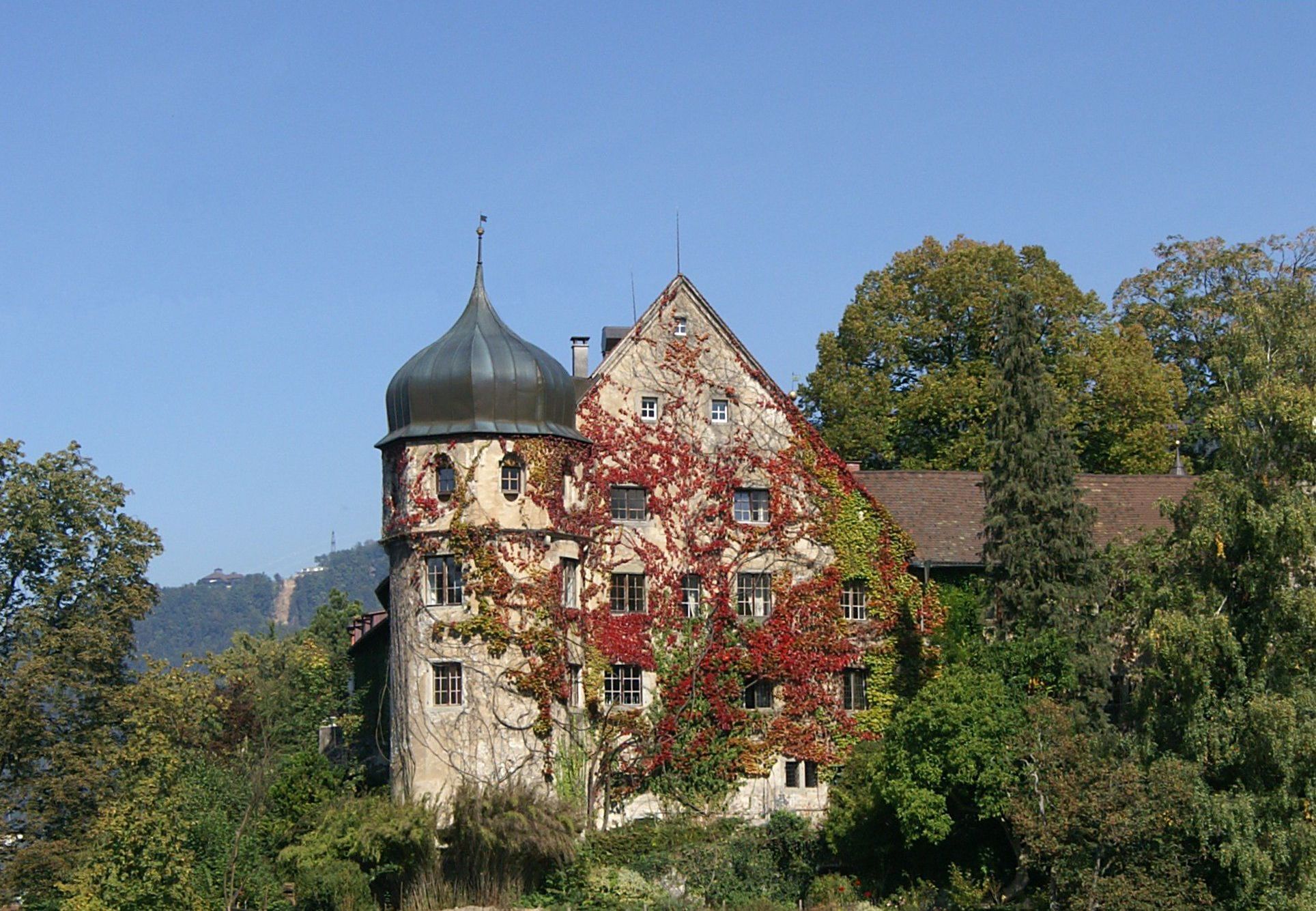
Deuring Schlössle

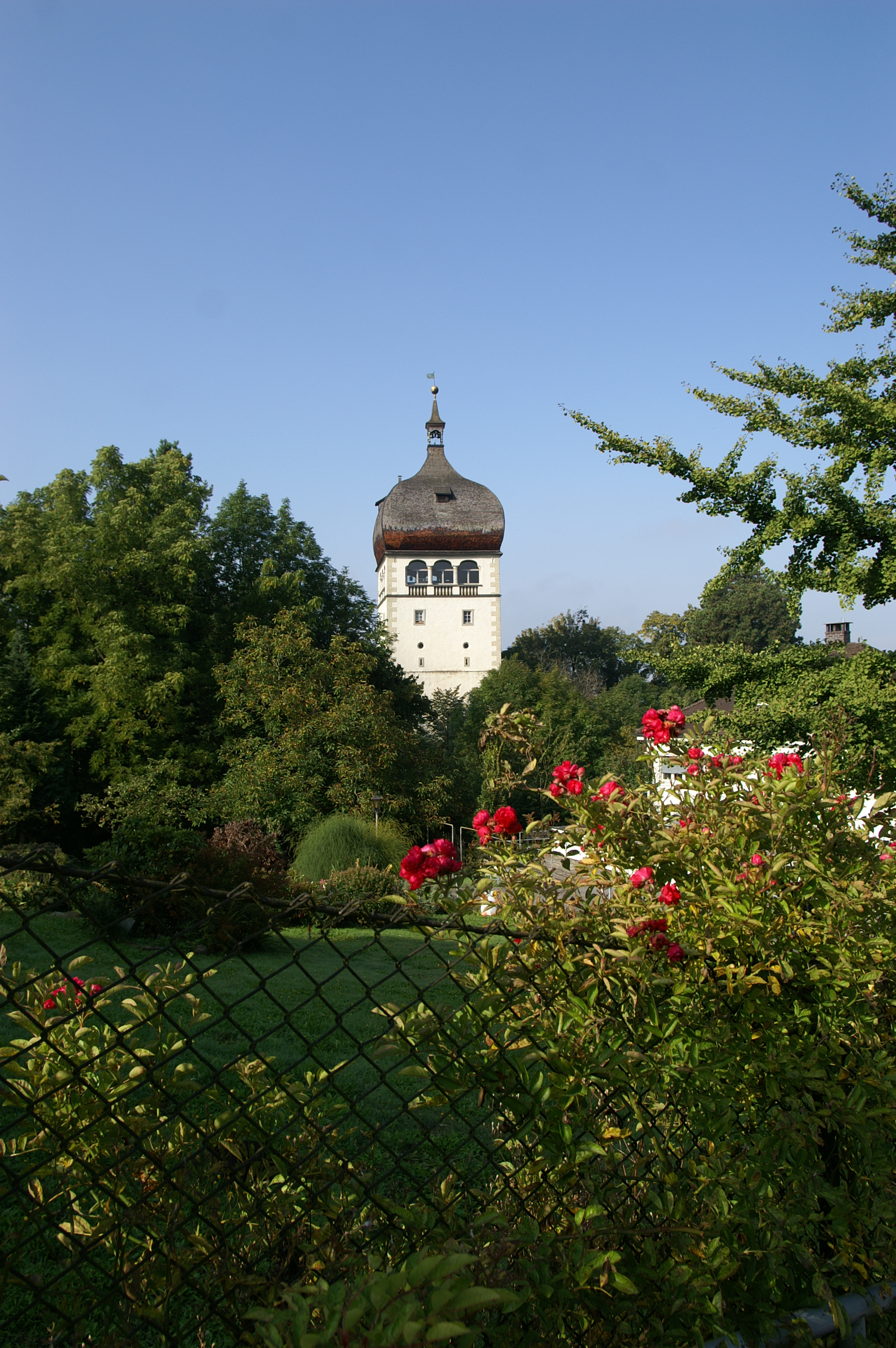
Martinsturm

## Látnivalók
- Boden-tó

A Balaton és a Genfi-tó után Közép-Európa harmadik legnagyobb tava változatos programokat kínál a vizek szerelmeseinek a strandolástól a búvárkodáson, szörfözésen és vitorlázáson át a hajókirándulásokig. A hegyek között az időjárás hirtelen gyökeresen megváltozhat, ezért a balesetek elkerülésére a tóparton viharjelző rendszer üzemel.
- Pfänder

Bregenz hegye 1064 m magas, pazar kilátás nyílik a csúcsáról a tóra, a városra és környező hegyekre. Különleges élmény a madárbemutató, ahol láthatók baglyok, keselyűk, sasok is. Ugyanitt ingyenesen látogatható a vadaspark is, ahol az Alpok jellegzetes állataival lehet megismerkedni a mormotáktól a muflonokon át a vaddisznókig. A hegy a Pfänderbahn panorámakabinos felvonójával közelíthető meg a legkényelmesebben, mindössze 6 perc alatt.
- Oberstadt

A sétálóutcáról a városkapun át közelíthetjük meg a 12. sz. végén alapított városrészt. Középkori hangulatú utcák és épületek repítenek vissza az időben. Itt látható a város jelképe, a Martinsturm, valamint a Thurn und Taxis palota és a hozzá tartozó park is, ideális hely a városnéző séta kipihenésére.
- Ünnepi játékok

A világ egyik legkülönlegesebb szabadtéri színpadán 1946 óta zajlanak nyaranta fesztiváli előadások. A tóra épült színpad egyedülálló lehetőség a rendezőknek és felejthetetlen élmény a népes nézőseregnek. 1980-ban elkészült a modern kongresszusi központ és fesztiválpalota,  így az előadásokat már nem fenyegetik az időjárás szeszélyei. A szabadtéri színpad elsősorban operáknak, a kongresszusi központ pedig balettelőadásoknak és színvonalas koncerteknek ad otthont.

## Gazdaság
A földrajzi adottságok miatt az egész tartományban a hagyományos iparágak domináltak egészen a 20. század elejéig. A gazdag vízkészletek és a svájci kereskedők közelsége ideális körülményeket teremtett a textilipar számára. A 80-as, 90-es évekre viszont a távolkeleti és kelet-európai olcsó termékek kiszorították az itteni minőségi termékeket a piacról és csak néhány, különleges minőségi igényeket kielégítő vállalkozás tudott talpon maradni. Szintén jelentős volt a mezőgazdaságból (hagyományos alpesi gazdálkodás) élők aránya, de ez az iparág is visszaszorult, ugyanakkor még mindig híresek az itteni sajtok és egyéb tejtermékek. A 20. század végétől lendült fel az idegenforgalom, a város környékén a tó és az ünnepi játékok miatt hagyományosan a nyári szezon az erősebb, míg a környező hegyekbe a téli síszezonban érkezik több vendég. Jelenleg a szolgáltatások és a modern technológiai iparágak biztosítják a legtöbb munkahelyet.

## Híres bregenziek
- Arno Geiger osztrák író itt született 1968-ban
- Hubert Berchtold osztrák festőművész és grafikus itt halt meg 1983-ban
- Robert Schneider osztrák író itt született 1961-ben
- Lucas Breuer osztrák-magyar fotográfus, gondolkodó itt élt és alkotott

## Testvérvárosai
- Bangor, Észak-Írország, Egyesült Királyság
- Akkón, Izrael